# Ackerbaualtar

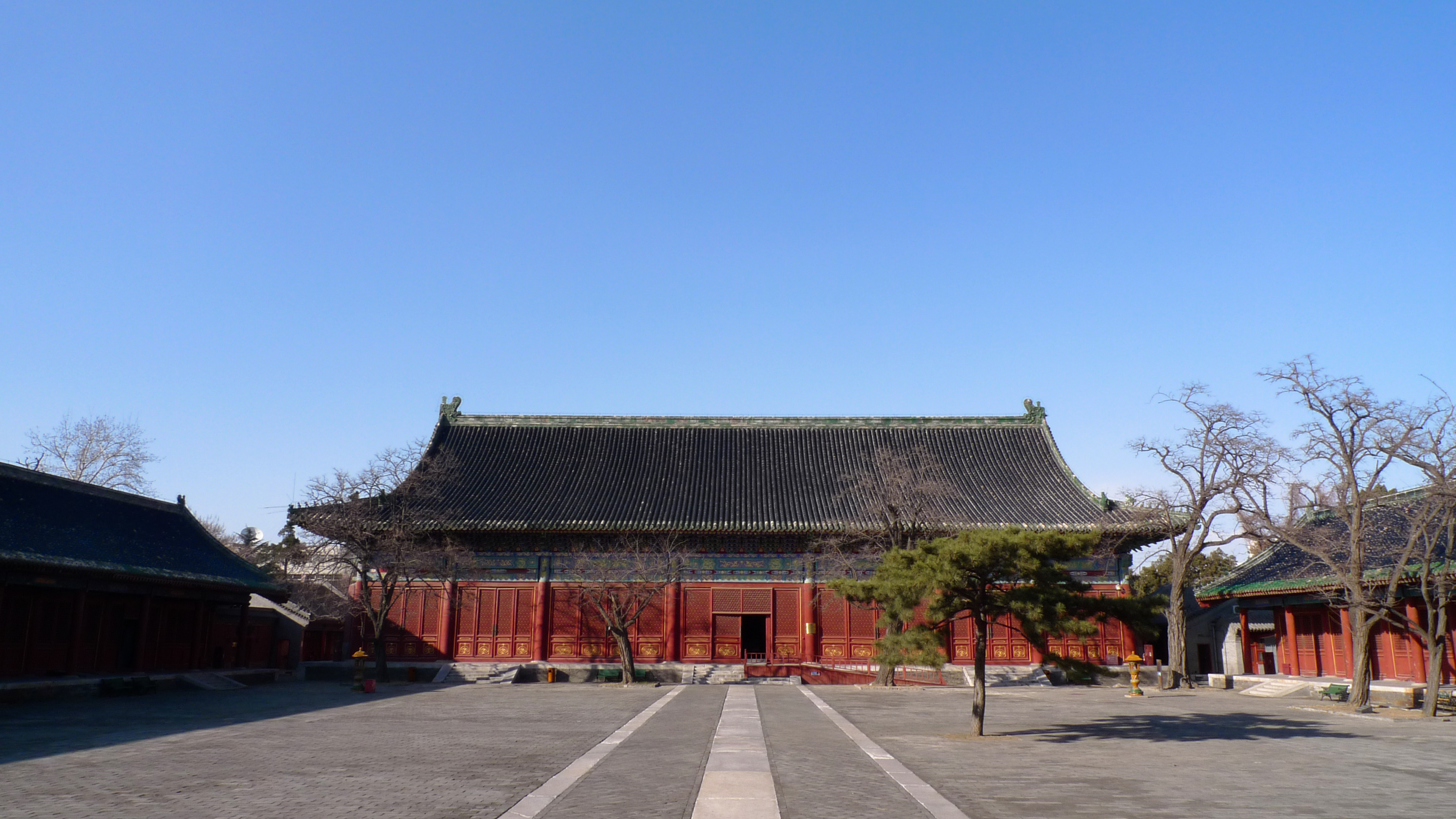
Taisuidian des Xiannongtan

Der Ackerbaualtar oder Altar des Ackerbaus (Xiannongtan 先农坛) ist eine historische Stätte im Pekinger Stadtbezirk Xuanwu und befindet sich nahe dem Himmelstempel. Er wurde im 15. Jahrhundert erbaut und wurde während der Ming-Dynastie und Qing-Dynastie vom Kaiser zu Opfern an den Ackergott verwendet, der den Menschen das Pflügen beigebracht haben soll.
Der Tempel steht seit 2001 auf der Liste der Denkmäler der Volksrepublik China (5-202).